# Yan Gamarnik
Yan Borísovich Gamárnik (ruso y ucraniano: Ян Борисович Гамарник, bielorruso: Ян Гамарнік), fue un político y militar soviético. Aparte del nombre de Yan, también es conocido como Yánkev o Yákov. Nació en Zhytómir (actual Ucrania) en una familia judía, como Yákov Tzúdikovich Gamárnik, el 2 de juniojul./ 14 de junio de 1894greg..
Estudió en el Instituto de Psicología y Neurología de San Petersburgo y en la Universidad de Kiev. En 1917 se convierte en miembro y secretario del Comité del Partido Comunista de Kiev. Escaló posiciones en el Partido Comunista, tanto en el ámbito civil como militar, llegando a ser Primer Secretario del Partido Comunista de la República Socialista Soviética de Bielorrusia de diciembre de 1928 a octubre de 1929.
Interviene en la elaboración del plan de desarrollo de 10 años para las regiones del Lejano oriente de la URSS. De profundas convicciones, sobrio y comunista puro, que sus creencias eran con frecuencia eran implacables contra la oposición tanto dentro como fuera del partido, fue el apoyo incondicional del mariscal Mijaíl Tujachevski. Fue implicado en el Caso de la Organización Militar Totskista Antisoviética en 1937. Antes del juicio, fue sondeado para ser uno de los jueces del mismo, pero debido a su obstinación en la inocencia de Tujachevsky, es añadido a la lista de conspiradores. Se suicida el 31 de mayo de 1937.
Es rehabilitado póstumamente en 1955.